# جائزة كندا الكبرى 1999
جائزة كندا الكبرى 1999 هو سباق فورمولا 1 أقيم بتاريخ 13 يونيو 1999 في مونتريال. كان السادس من أصل 16 في بطولة العالم لسباقات الفورمولا واحد موسم 1999. حلّ الفنلندي ميكا هاكينن أولا بينما جاء الإيطالي جانكارلو فيزيكيلا في المركز الثاني وحصل على المركز الثالث البريطاني إدي إيرفين.